# Arthur Champion
Pour les articles homonymes, voir Champion.
Arthur Joseph Champion, baron Champion (26 juillet 1897 - 2 mars 1985), connu sous le nom de Joe Champion, est un homme politique du parti travailliste britannique.

## Biographie
Il est né à Glastonbury, le plus jeune de six enfants et travaille sur les chemins de fer après avoir servi pendant la Première Guerre mondiale. Il épouse Mary Emma Williams en octobre 1930 et le couple a une fille, née en décembre 1931.
Il est élu député du sud du Derbyshire aux élections générales de 1945, battant le député conservateur Paul Emrys-Evans avec une majorité de près de 23 000 voix. Après des changements de limites pour les élections générales de 1950, il est réélu pour la nouvelle circonscription du sud-est du Derbyshire, et occupe ce siège jusqu'à sa défaite aux élections générales de 1959 par seulement 12 voix.
Il est nommé pair à vie le 11 mai 1962, en tant que baron Champion, de Pontypridd dans le comté de Glamorgan. En janvier 1967, il est nommé conseiller privé.
Au cours de la dernière année du gouvernement travailliste de Clement Attlee, il sert d'avril à octobre 1951 comme secrétaire parlementaire du ministère de l'Agriculture et des Pêches. Après avoir pris son siège à la Chambre des lords, il est ministre sans portefeuille de 1964 à 1967 dans le gouvernement de Harold Wilson. Il est décédé à Pontypridd à l'âge de 87 ans.